# Georg Berthelé
Georg Berthelé (* 2. August 1877 in Berlin; † 4. November 1949 ebenda) war ein kommunistischer Politiker und Widerstandskämpfer gegen den Nationalsozialismus.

## Leben
Der aus einer Arbeiterfamilie stammende Berthelé erlernte nach dem Besuch der Volksschule den Beruf des Schriftsetzers und besuchte verschiedene Arbeiterbildungseinrichtungen. Seit 1897 Mitglied des Verband der Deutschen Buchdrucker sowie der SPD, übernahm er in letzterer verschiedene Funktionen auf lokaler und regionaler Ebene. 1915 an die Front eingezogen, wurde Berthelé schwer verwundet und schloss sich 1917 der neugegründeten USPD an, in welcher er im Bezirk Berlin-Brandenburg verschiedene Funktionen bekleidete. Während der Novemberrevolution wurde Berthelé Sekretär des neuen Berliner Polizeipräsidenten Emil Eichhorn und entging im Januar 1919 während des Spartakusaufstandes nur knapp der Erschießung durch Reichswehrsoldaten.
Im Sommer 1920 wurde Berthelé in den Reichstag gewählt, zusätzlich gehörte er der Stadtverordnetenversammlung von Berlin an. Innerhalb der USPD gehörte Berthelé zum linken Flügel und wurde folgerichtig Ende des Jahres Mitglied der durch den Zusammenschluss der USPD-Linken mit der KPD entstandenen VKPD. Während der innerparteilichen Konflikte um die Märzaktion 1921 stand er auf der Seite der Vorsitzenden Paul Levi und Ernst Däumig und trat gemeinsam mit Eichhorn und einigen anderen Mitgliedern im Januar 1922 der KAG bei, kehrte aber im November 1922 in die KPD zurück. Nach dem Erlöschen seines Mandates 1924 war er Vorstandsmitglied des KPD-nahen Internationalen Bundes der Opfer des Krieges und der Arbeit und leitete ab 1925 die Anzeigenexpedition der KPD-Presse.
Nach der Machtübernahme der NSDAP 1933 war Berthelé in Widerstandsstrukturen der Roten Hilfe aktiv und wurde im Juli 1935 verhaftet, gefoltert und im Folgejahr zu 15 Monaten Gefängnis verurteilt. Nach der Haftentlassung blieb Berthelé unter Polizeiaufsicht und arbeitete bis zum Kriegsende als kaufmännischer Angestellter. 1945 schloss er sich wieder der KPD und nach der Zwangsvereinigung von SPD und KPD 1946 der SED an und arbeitete bis zu seinem Tod 1949 im Bezirksamt Pankow.